# Will Brittain
Will Brittain (* 10. August 1990 in Shreveport) ist ein US-amerikanischer Filmschauspieler.

## Leben
Will Brittain wurde 1990 in Shreveport in Louisiana geboren und besuchte die University of Texas at Austin, wo er Theater und Tanz studierte und mit einem Bachelor of Arts abschloss.
Nach Rollen in der Miniserie A Teacher aus dem Jahr 2013, Everybody Wants Some!! von Richard Linklater von 2016 und Kong: Skull Island im Jahr 2017 erhielt Brittain eine erste Hauptrolle. In dem Coming-of-Age-Film William von Tim Disney, der im April 2019 in die US-Kinos kam, spielte er in der Titelrolle einen 18-jährigen, von Forschern gezüchteten Neandertaler, der in der heutigen Zeit klarkommen muss. Im Jahr 2020 war er in Let Him Go in der Rolle von Donnie Weboy zu sehen, im darauffolgenden Jahr in dem dystopischen Action-Thriller The Forever Purge von Everardo Gout in der Rolle von Kirk. 
Seine Ehepartnerin ist Bianca Brittain. Gemeinsam mit ihr realisierte er den Kurzfilm WiLdland, den sie im Juli 2021 beim Heartland Indy Shorts Film Festival vorstellten.

## Filmografie
- 2011: Big Boy
- 2013: A Teacher (Fernsehserie)
- 2015: The Doo Dah Man
- 2015: Lila & Eve – Blinde Rache (Lila & Eve)
- 2016–2017: 25 & Counting (Fernsehserie, 4 Folgen)
- 2016: Transpecos – Zwischen Gut und Böse herrscht ein schmaler Grat (Transpecos)
- 2016: Everybody Wants Some!!
- 2017: Patti and Marina (Fernsehserie)
- 2017: The Honor Farm
- 2017: Kong: Skull Island
- 2018: Colony (Fernsehserie, 4 Folgen)
- 2018: Desolate
- 2018: The Long Dumb Road
- 2018: Savage Youth
- 2019: Halloween Haunt (Haunt)
- 2019: Clementine
- 2019: Blow the Man Down
- 2019: William
- 2019: The Divorce Party
- 2020: Let Him Go
- 2021: The Forever Purge